# Катерина Мурино
Катерина Мурино (на италиански: Caterina Murino) е италианска актриса.

## Биография
Родена е през 1977 година в Каляри, Сардиния. От 1999 година участва в театрални постановки, а от 2002 година и в телевизионни филми. Международна известност получава с участието си във филма „Казино Роял“ (2006).

## Филмография
- Nowhere (2002)
- Il Regalo Di Anita (2002)
- L'Enquete Corse (2004)
- L'Amour Aux Trousses (2004; „Жената на моя партньор“)
- Elonora d'Arborea (2005)
- Les Bronzes 3 (2005)
- Vientos de agua (2006)
- Casino Royale (2006; „Казино Роял“)
- St. Trinian's (2007)